# Trens Urbanos do Rio de Janeiro
Os Trens Urbanos do Rio de Janeiro são um sistema ferroviário de trens suburbanos implantado na Região Metropolitana do Rio de Janeiro, atendendo a 12 dos seus 22 municípios. Possui 270 km de extensão, 8 linhas e 104 estações, com cerca de 312 mil passageiros transportados em média por dia útil, sendo o segundo mais extenso e o quinto mais movimentado sistema metroferroviário em operação no Brasil. Atualmente, é operado pela SuperVia, que assumiu a concessão das linhas do sistema por um prazo de 25 anos (renovados em 2010 por mais 25 anos) a partir de 2 de novembro de 1998, substituindo a estatal Flumitrens.

## História

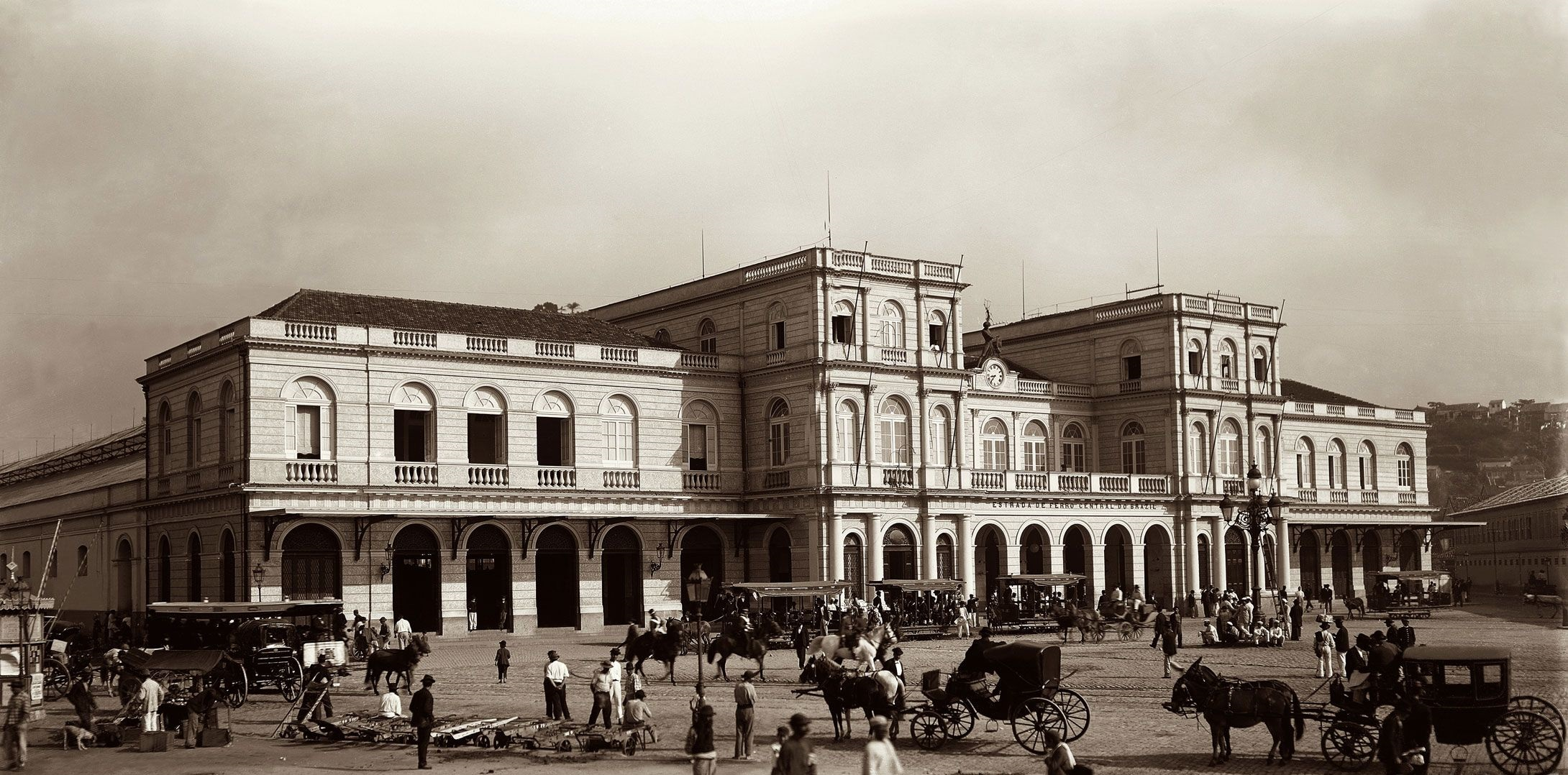
Antiga estação Central da Estrada de Ferro Dom Pedro II (Marc Ferrez).

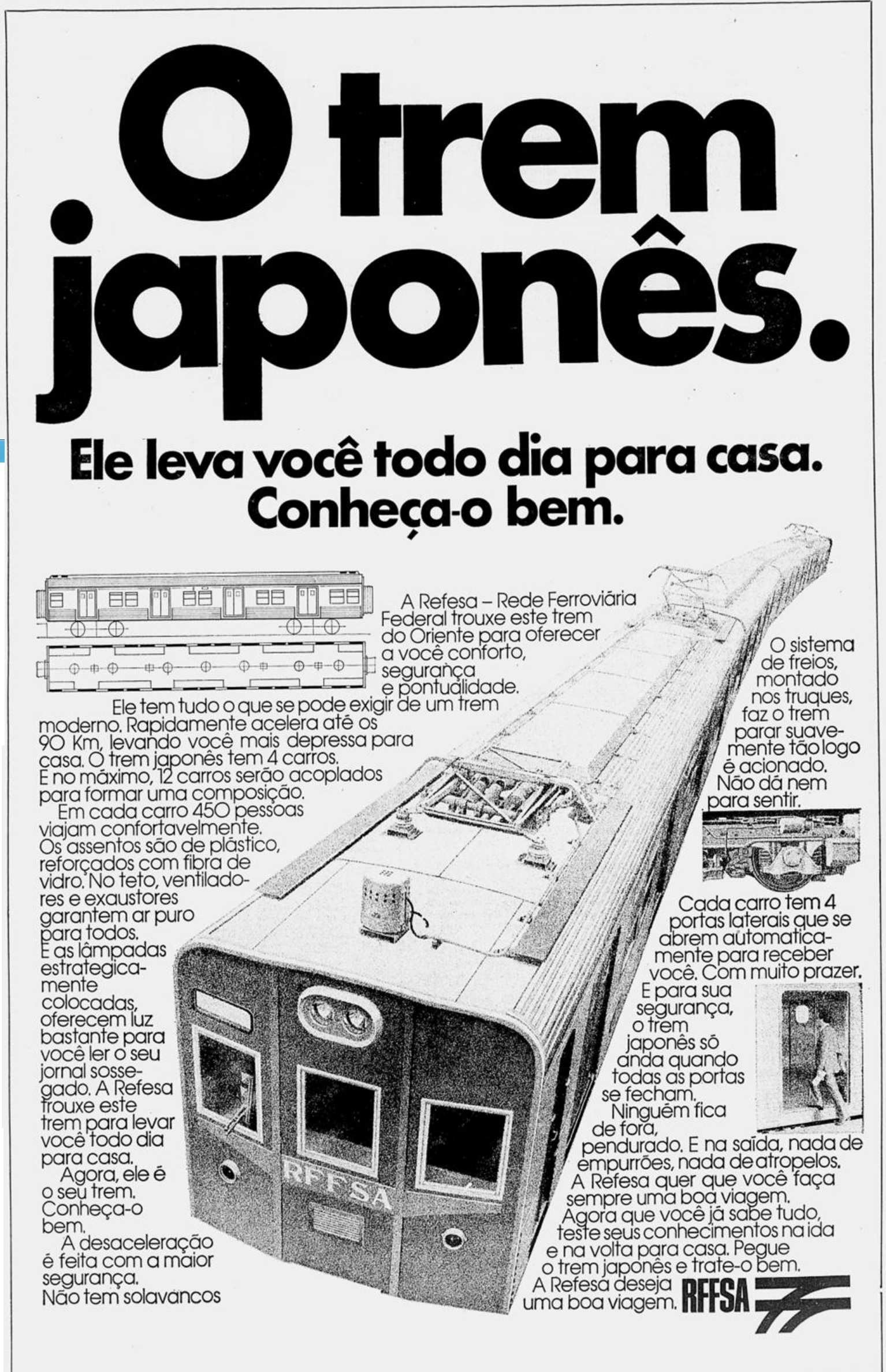
Anúncio da RFFSA no ano de 1977. O encarte destaca as qualidades técnicas do TUE Série 500.

### Implantação e expansão
A implantação das atuais linhas férreas da SuperVia se iniciaram no dia 29 de agosto de 1852, quando ocorreu o lançamento da pedra fundamental da então Estrada de Ferro Mauá (a primeira ferrovia do Brasil), no porto da Guia de Pacobaíba em Magé. No dia 30 de abril de 1854, foi inaugurado o trecho entre Guia de Pacobaíba, ligando a Estação Piabetá a Estação Fragoso, o qual é o trecho ferroviário mais antigo que ainda se encontra em operação no Brasil. Esse trecho, hoje, faz parte da Linha Vila Inhomirim.
Em 9 de fevereiro de 1855, o governo imperial firmou um contrato com o engenheiro inglês Edward Price para a construção da primeira seção de uma estrada de ferro que visava a promover, a partir do Município da Corte (a então cidade do Rio de Janeiro), uma completa integração do território brasileiro sobre trilhos. Foi então organizada a Companhia de Estrada de Ferro D. Pedro II, sob a direção de Christiano Benedito Ottoni. O projeto mestre tinha como objetivo a construção de uma espécie de "espinha dorsal" entre o Rio de Janeiro e Belém (atual Japeri), que teria conexões com todas as regiões do Brasil por meio de ramais a ser construídos pela própria companhia, ou por meio de outras ferrovias. As obras começaram em 11 de junho de 1855 e, em 29 de março de 1858, foi inaugurada a seção que ligava a Estação Aclamação (na cidade do Rio de Janeiro) à Freguesia de Nossa Senhora da Conceição de Marapicu (atual Queimados), num total de 48,21 quilômetros. Ela hoje é a Linha Japeri.
Nessa época havia cinco estações: Campo (atual Central do Brasil), Engenho Novo, Cascadura (todas no Município da Corte), Maxambomba (atual Nova Iguaçu) e Queimados, na Província do Rio de Janeiro. Em 8 de novembro do mesmo ano a estrada de ferro se estendeu até Belém (atual Japeri), no sopé da Serra do Mar.
Quando da Proclamação da República, em 1889, a Estrada de Ferro D. Pedro II teve seu nome alterado para Estrada de Ferro Central do Brasil (mudança oficializada a 22 de novembro desse ano).
Foi considerada a maior malha de trens suburbanos do Brasil, com três sistemas: Rio de Janeiro, São Paulo e Belo Horizonte, além do popularmente conhecido como Trem Xangai, que ligava a periferia de Juiz de Fora ao seu centro.
Em 16 de março de 1957 a Lei 3 115 criou a Rede Ferroviária Federal S.A. (RFFSA). Uma das principais consequências foi a divisão dos diversos sistemas suburbanos que faziam parte da Estrada de Ferro Central do Brasil, além do fechamento das linhas deficitárias e da absorção de alguns segmentos por outros sistemas ferroviários. A ferrovia acabaria perdendo bastante força, processo agravado pelo fato de o aparelho estatal não ter como prioridade o transporte ferroviário.

### RFFSA, CBTU e Flumitrens

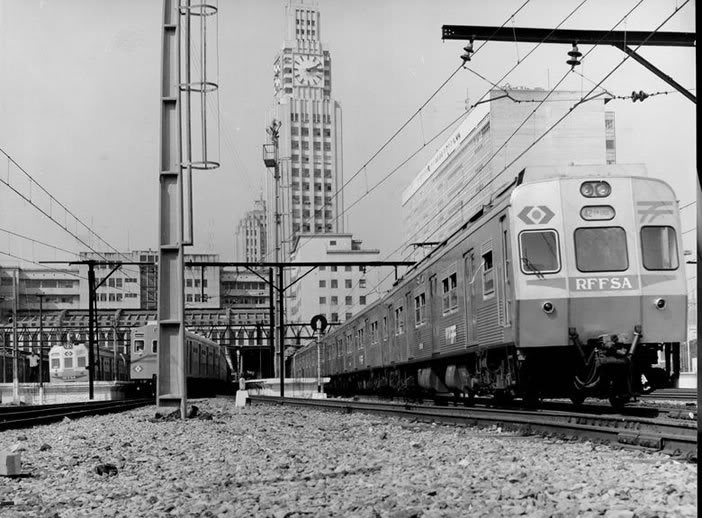
TUE Série 800 partindo da Estação Central do Brasil (1982)

Mesmo com a construção e posterior duplicação da Rodovia Presidente Dutra, em 1967, ligando São Paulo ao Rio de Janeiro (o seu ramal mais lucrativo), a ferrovia ainda continuava em intenso movimento e recebendo grandes investimentos do Governo Federal, mesmo com ocasiões turbulentas na administração da RFFSA.
Em 22 de fevereiro de 1984 foi fundada a Companhia Brasileira de Trens Urbanos (CBTU), a partir da mudança de razão social e objetivos da Empresa de Engenharia Ferroviária S.A. (ENGEFER), substituindo a então Diretoria de Transportes Metropolitanos da Rede Ferroviária Federal. Seria subsidiária da Rede Ferroviária Federal (RFFSA), com a missão de modernizar, expandir e implantar sistemas de transporte de passageiros sobre trilhos.
Foi aprovada em 27 de julho de 1994, a Lei Estadual 2 143, que permitia ao governo do Estado do Rio de Janeiro criar a Companhia Fluminense de Trens Urbanos (FLUMITRENS), uma sociedade por ações, transferindo (em 22 de dezembro de 1994) para o governo do estado do Rio de Janeiro a operação dos trens urbanos no Rio de Janeiro. O montante era de 272 milhões de dólares, sendo 128,5 milhões financiados pelo Banco Mundial e 143,5 milhões de contrapartida da União. Compreendia linhas partindo de Belford Roxo, Japeri/Paracambi e Santa Cruz/Itaguaí até a estação Dom Pedro II (atual Central do Brasil); Barão de Mauá a Gramacho/Saracuruna; Saracuruna a Vila Inhomirim; Saracuruna a Magé/Guapimirim e Visconde de Itaboraí a Niterói. A única linha de trens urbanos que permaneceu sob posse da CBTU era a que partia de Japeri a Barra do Piraí, conhecida popularmente como Linha Barrinha. Essa linha era a principal ligação da Região Metropolitana do estado com o interior fluminense até o ano de 1996, quando foi desativada após uma terrível colisão com um trem de carga, que causou a morte de 15 pessoas e feriu 60 passageiros, mesmo se tratando de uma linha estratégica. 
Apesar disso, a falta de investimentos públicos na manutenção e expansão do transporte ferroviário fez com que ele perdesse bastante força na década de 1990. Com a prioridade para o transporte rodoviário (que pertencia a empresas privadas), o sistema ferroviário, que em 1984 chegou a transportar um milhão de passageiros por dia, passou a entrar em uma profunda crise, em que a degradação chegou a ponto de afetar a segurança das operações (acidentes), a pontualidade e a confiabilidade das viagens (constantes avarias e diminuição do número de material rodante em funcionamento), a segurança e limpeza das estações e composições. Isto resultou na queda constante e brutal do número de passageiros, que em 1996 chegou a apenas 145 mil passageiros por dia.
| Evolução dos Trens Urbanos do Rio de Janeiro (1975-1998) | Evolução dos Trens Urbanos do Rio de Janeiro (1975-1998) | Evolução dos Trens Urbanos do Rio de Janeiro (1975-1998) | Evolução dos Trens Urbanos do Rio de Janeiro (1975-1998) | Evolução dos Trens Urbanos do Rio de Janeiro (1975-1998) | Evolução dos Trens Urbanos do Rio de Janeiro (1975-1998) | Evolução dos Trens Urbanos do Rio de Janeiro (1975-1998) |
| Ano | 1975                                                     | 1980                                                     | 1985                                                     | 1990                                                     | 1995                                                     | 1998                                                     |
| --- | -------------------------------------------------------- | -------------------------------------------------------- | -------------------------------------------------------- | -------------------------------------------------------- | -------------------------------------------------------- | -------------------------------------------------------- |
| Extensão (km) | 228                                                      | 418                                                      | 380                                                      | 380                                                      | 264 (1996)                                               | 293                                                      |
| Passageiros Transportados | 101 611 000                                              | 178 350 000                                              | 273 998 000                                              | 167 400 000                                              | 98 784 000                                               | 47 787 000                                               |
| Trem-unidade elétrico em Tráfego | 204                                                      | 248                                                      | 216 (1984)                                               | 124                                                      | 70 (1996)                                                | 70                                                       |
| Administração | RFFSA                                                    | RFFSA                                                    | CBTU                                                     | CBTU                                                     | Flumitrens                                               | Flumitrens                                               |
| Fontes: - GEIPOT: Anuário Estatístico dos Transportes 1977, 1982, 1985 e 2001 - CBTU: Relatórios Anuais 1985 e 1990 - Instituto Pereira Passos: Movimento médio diário de passageiros...no Rio de Janeiro entre 1995-2022 |                                                          |                                                          |                                                          |                                                          |                                                          |                                                          |

### Concessão da rede e investimentos
| Movimento anual de passageiros                                              |
|                                                                             |
| Fontes: CBTU e Agetransp a)CBTU/Flumitrens b)Recorde de pass. transportados |

Como parte de uma nova postura do poder público em relação aos transportes públicos, em detrimento especialmente dos sobre trilhos, a partir de 1995 o sistema passou para o controle do governo estadual (não mais federal), a ter suas operações subsidiadas e a receber diversos investimentos para sua recuperação por parte do Banco Mundial, do governo estadual e federal. Em 1998, a operação da Flumitrens foi privatizada, tendo o consórcio Bolsa 2000 (hoje SuperVia), ganhado o leilão com um lance de 280 milhões de dólares, dos quais trinta milhões seriam pagos ao Estado e 250 milhões seriam investidos no sistema, sem subsídios.

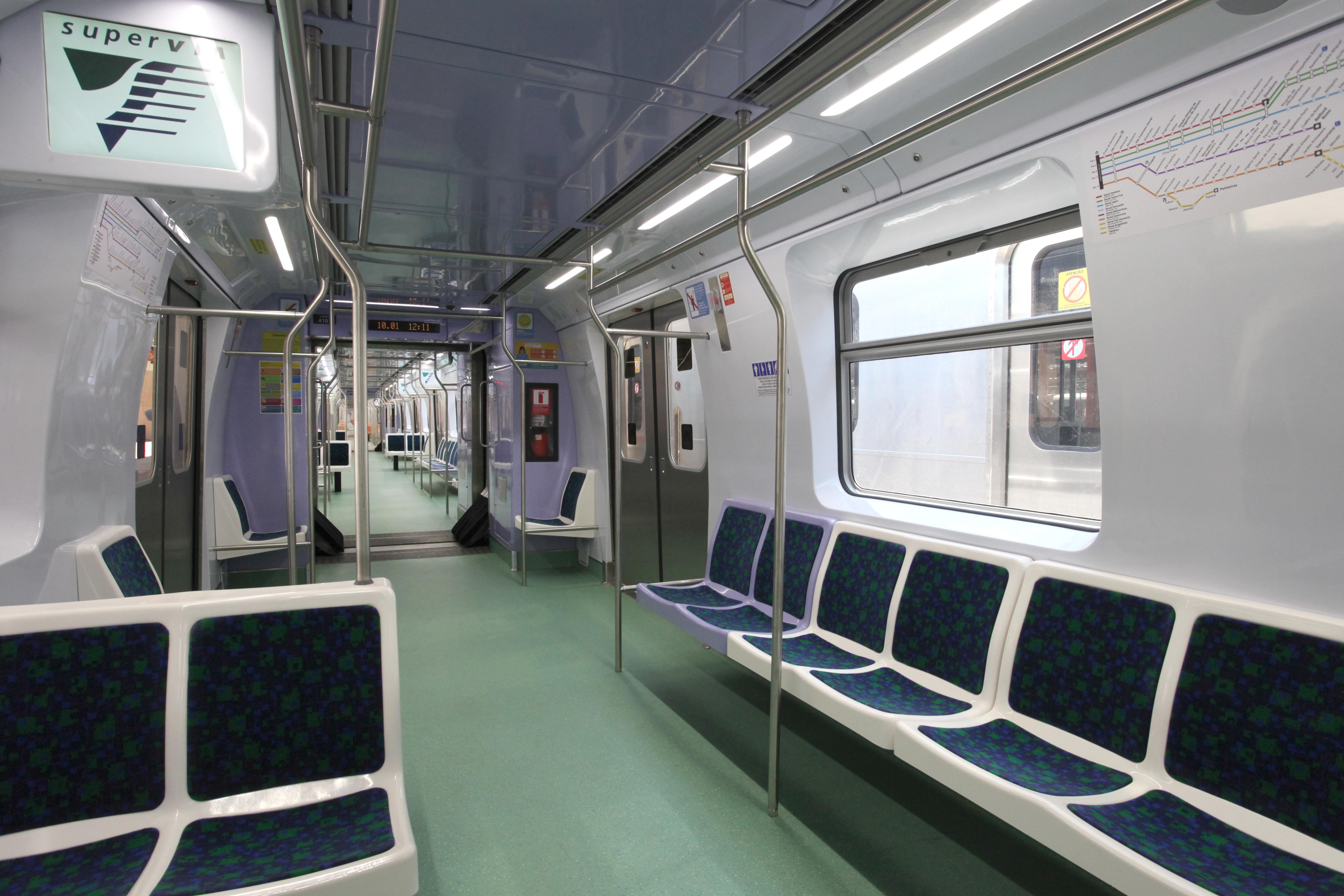
Interior de uma composição da SuperVia

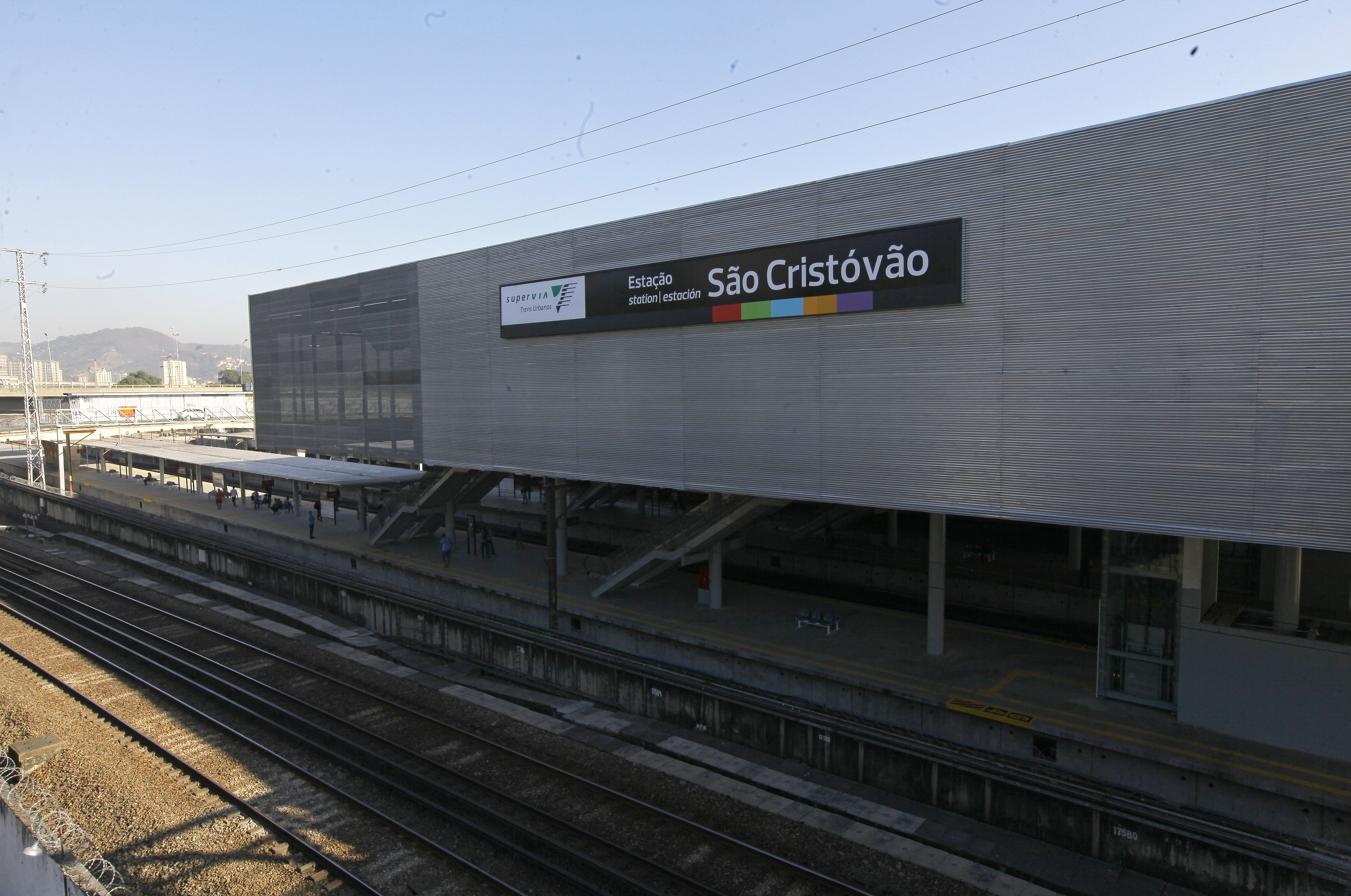
A Estação São Cristóvão em 2016.

A SuperVia, como parte do seu compromisso de concessão, diz ter investido de 1998 até 2009 cerca de 545 milhões de reais realizando uma série de melhorias ao longo de todo o sistema, principalmente na infraestrutura e na implantação da bilhetagem eletrônica, isto é, trocando dormentes e trilhos, além da reforma de estações, limpeza, conservação e segurança dos trens e estações. Alega-se também que foi possível tornar o sistema pontual: em 1998, antes da concessão, 145 mil passageiros foram transportados por dia, com uma pontualidade de menos de 30%. Em 2009, mais de 510 mil passageiros foram transportados por dia, com pontualidade de 90%.
Também, com recursos do Programa Estadual de Transportes (PET), do governo federal e com financiamento do Banco Mundial reconstruiu diversas estações, a frota rodante foi ampliada em três vezes (da frota herdada de 58 trens em funcionamento, apenas 35 eram confiáveis, ou seja, tinham condições de terminar uma viagem) para em torno de 150 por meio de um amplo projeto de reforma e modernização de composições que estavam paradas por absoluta falta de condições de funcionamento, ampliação da eletrificação do trecho de Gramacho até Saracuruna, instalação de climatização em algumas composições e recente compra de vinte composições realmente novas da Coreia do Sul (também com sistema de climatização central).
Suas metas iniciais foram:
- Uma construção de parcerias, ainda que incipiente com outras concessionárias, como a MetrôRio e as empresas de ônibus do Rio de Janeiro, o que garante acesso facilitado a áreas interioranas pelos habitantes da Zona Oeste e acesso à Zona Sul e Grande Tijuca pelos passageiros da malha metroferroviária da SuperVia.
- Aumento em torno de 30% no número de trens operando nas linhas regulares e especiais.
- Criação das linhas boosters partindo de Nilópolis, Nova Iguaçu, Queimados, Bangu, Campo Grande, Madureira e Engenho de Dentro, que têm como objetivo atender melhor os passageiros das divisas do Rio de Janeiro. (Serviços que hoje foram encerrados apenas restando o Campo Grande e Nova Iguaçu)
- Remodelação e revitalização das estações Madureira, Bangu, Méier e São Francisco Xavier.
- Eletrificação do trecho Gramacho–Saracuruna.
- Reativação da Linha Guapimirim.
- Abertura de centros culturais.

Estas ações resultaram, em uma década, em um salto no número de passageiros, que passaram de 145 mil pessoas transportadas por dia para algo em torno de 500 mil, apesar de constantes reclamações sobre o serviço.
Como parte do programa Transforma Trem, foram feitas aquisição de outros 30 novos trens climatizados, reforma e instalação de refrigeração em 73 trens de aço inox, e a implantação de um novo sistema de sinalização (ERTMS da Bombardier), modernização da infraestrutura e intervenções em 98 estações, e a revitalização da Linha Guapimirim.
Em 13 de novembro de 2010 foi noticiado que a Odebrecht TransPort (atual Novonor) estaria próxima de assumir a empresa, arrematando 60% das ações. No ano seguinte, a empresa adquiriu a SuperVia em parceria com um grupo de investimento estrangeiro. Neste mesmo período, a empresa também passou a operar o transporte de passageiros no Teleférico do Alemão.
| Evolução dos Trens Urbanos do Rio de Janeiro (1995-2020) | Evolução dos Trens Urbanos do Rio de Janeiro (1995-2020) | Evolução dos Trens Urbanos do Rio de Janeiro (1995-2020) | Evolução dos Trens Urbanos do Rio de Janeiro (1995-2020) | Evolução dos Trens Urbanos do Rio de Janeiro (1995-2020) | Evolução dos Trens Urbanos do Rio de Janeiro (1995-2020) | Evolução dos Trens Urbanos do Rio de Janeiro (1995-2020) | Evolução dos Trens Urbanos do Rio de Janeiro (1995-2020) |          |
| Ano | 1995                                                     | 1998                                                     | 2000                                                     | 2005                                                     | 2010                                                     | 2015                                                     | 2020                                                     |          |
| --- | -------------------------------------------------------- | -------------------------------------------------------- | -------------------------------------------------------- | -------------------------------------------------------- | -------------------------------------------------------- | -------------------------------------------------------- | -------------------------------------------------------- | -------- |
| Extensão (km) | 264 (1996)                                               | 293                                                      | 121                                                      | 220                                                      | 270                                                      | 270                                                      | 270                                                      |          |
| Passageiros Transportados | 98 784 000                                               | 47 787 000                                               | 80 506 000                                               | 97 686 000                                               | 135 781 000                                              | 177 941 000                                              | 97 959 000                                               |          |
| Trem-unidade elétrico em Tráfego | 70 (1996)                                                | 70                                                       | 123                                                      | 133                                                      | 161                                                      | 208 (2014)                                               | 201                                                      |          |
| Administração | Flumitrens                                               | Flumitrens                                               | SuperVia                                                 | SuperVia                                                 | SuperVia                                                 | SuperVia                                                 | SuperVia                                                 | SuperVia |
| Fontes: - GEIPOT: Anuário Estatístico dos Transportes 2001 - Instituto Pereira Passos: Movimento médio diário de passageiros...no Rio de Janeiro entre 1995-2022 - Jornal do Commércio (RJ): 2000 e 2005 - Agetransp: 2010, 2014 - SuperVia: 2005, 2011, 2015, 2020 |                                                          |                                                          |                                                          |                                                          |                                                          |                                                          |                                                          |          |

### Cronologiado sistema ferroviário da Região Metropolitana do Rio de Janeiro
A linha do tempo das entidades operadoras dos trens fluminenses.
| Nome                                                            | Ativa durante                           | Observações |
| --------------------------------------------------------------- | --------------------------------------- | --- |
| Estrada de Ferro Central do Brasil (EFCB)                       | Brasil Império – 30 de setembro de 1957 | Este empreendimento do governo imperial teve a incumbência de implantar a espinha dorsal do sistema ferroviário. |
| Rede Ferroviária Federal (RFFSA)                                | 1957–1998                               | Reunia 18 ferrovias regionais, e tinha como intuito promover e gerir o desenvolvimento do sistema ferroviário. |
| Companhia Brasileira de Trens Urbanos (CBTU)                    | 22 de fevereiro de 1984 – dias atuais   | Teve tendência de descentralizar os serviços do sistema ferroviário urbano de passageiros da União para os estados e municípios. |
| Flumitrens                                                      | 27 de julho de 1994 – outubro de 1998   | Estadualizou a operação do sistema ferroviário, principalmente na Região Metropolitana |
| SuperVia                                                        | 1 de novembro de 1998 – dias atuais     | Ciclo onde é assumido parcela do sistema ferroviário fluminense pelo setor privado, através de consórcio |
| Companhia Estadual de Eng. de Transportes e Logistica (CENTRAL) | maio de 2001 – dias atuais              | Foi fundada em maio de 2001 com o intuito de ser a empresa estadual que absorveria as funções da extinta Flumitrens, administrando o restante do sistema ferroviário de transporte de passageiros que não havia sido privatizado para consórcios no final dos anos 90. |

## Infraestrutura

### Linhas
| Linha          | Terminais                                 | Comprimento (km) | Estações |
| -------------- | ----------------------------------------- | ---------------- | -------- |
| Deodoro        | Central do Brasil ↔ Deodoro               | 23               | 19       |
| Santa Cruz     | Central do Brasil ↔ Santa Cruz            | 54,75            | 21       |
| Japeri         | Central do Brasil ↔ Japeri                | 61,75            | 17       |
| Paracambi      | Japeri ↔ Paracambi                        | 8,26             | 3        |
| Belford Roxo   | Central do Brasil ↔ Belford Roxo          | 27,70            | 19       |
| Saracuruna     | Central do Brasil ↔ Gramacho ↔ Saracuruna | 34,02            | 20       |
| Vila Inhomirim | Saracuruna ↔ Vila Inhomirim               | 15,35            | 8        |
| Guapimirim     | Saracuruna ↔ Guapimirim                   | 17,3             | 19       |

#### Especiais
| Linha                          | Terminais                        | Tipo do trem | Estações |
| ------------------------------ | -------------------------------- | ------------ | -------- |
| Campo Grande                   | Campo Grande → Central do Brasil | Expresso     | 12       |
| Gramacho - via Duque de Caxias | Central do Brasil → Gramacho     | Expresso     | 5        |
| Nova Iguaçu                    | Nova Iguaçu → Central do Brasil  | Expresso     | 15       |

#### Em estudo
| Linha    | Terminais               | Comprimento | Estações | Funcionamento |
| -------- | ----------------------- | ----------- | -------- | ------------- |
| Itaguaí  | Santa Cruz ↔ Itaguaí    | 10 km       | 5        | ---           |
| Barrinha | Japeri ↔ Barra do Piraí | 46 km       | 11       | ---           |

### Estações
Muitas delas são antigas e não receberam reformas que alterassem a estrutura de plataformas e das instalações hidráulicas (impossibilitando a instalação de banheiros públicos). Em algumas estações, a plataforma não tem o mesmo nível do piso dos trens. Poucas têm acessibilidade completa a cadeirantes (apenas acessibilidade assistida). Em 2012 a concessionária divulgou um plano de reforma de todas as estações do sistema até 2016.

#### Revitalização da Estação Leopoldina
Em 5 de maio de 2022, a SuperVia e o Ministério Público Federal no Rio de Janeiro assinaram um acordo que prevê a restauração das áreas da Estação Ferroviária Barão de Mauá/Leopoldina que estão sob responsabilidade da concessionária, que conclui uma revitalização da estação, do pátio e suas quatro plataformas. É previsto também melhorias na gare da estação, além de um centro cultural, com espaço para exposições de arte, apresentações de música, dança, teatro e salas de aula.

### Frota
A frota da SuperVia conta com trens de diferentes séries, algumas desativadas por serem mais antigas, como os TUEs Série 500 e outras recém entregues, como os modelos 4000 e 5000.

### Sistema
A SuperVia opera com uma grande grade de horários para os trens, visando melhorar a organização de tráfego dos trens e melhorar a qualidade da viagem. Por isso, os ramais possuem cada um um sistema de operação, os sistemas de trens paradores e expressos, visando atender às necessidades dos passageiros de ramais de maior demanda. Atualmente, o ramal Japeri opera com serviço expresso e parador, enquanto os outros ramais, fazem apenas o serviço de parador. 
O ramal Santa Cruz encontra-se em estágio de transição para a volta completa de serviço expresso, atualmente ofertando tais viagens, sentido Central do Brasil no pico matutino, e sentido Santa Cruz no pico vespertino e noturno.

### Passageiros transportados
| Passageiros transportados nos trens de subúrbio por empresa (1973-2024) | Passageiros transportados nos trens de subúrbio por empresa (1973-2024) | Passageiros transportados nos trens de subúrbio por empresa (1973-2024) | Passageiros transportados nos trens de subúrbio por empresa (1973-2024) | Passageiros transportados nos trens de subúrbio por empresa (1973-2024) | Passageiros transportados nos trens de subúrbio por empresa (1973-2024) | Passageiros transportados nos trens de subúrbio por empresa (1973-2024) | Passageiros transportados nos trens de subúrbio por empresa (1973-2024) |
| Ano | Total                                                                   | Empresa                                                                 | Ano                                                                     | Total                                                                   | Empresa                                                                 |                                                                         |                                                                         |
| --- | ----------------------------------------------------------------------- | ----------------------------------------------------------------------- | ----------------------------------------------------------------------- | ----------------------------------------------------------------------- | ----------------------------------------------------------------------- | ----------------------------------------------------------------------- | ----------------------------------------------------------------------- |
| 1973 | 126 000 000                                                             | RFFSA (federal)                                                         | 1999                                                                    | 64 022 000                                                              | SuperVia (privada)                                                      |                                                                         |                                                                         |
| 1974 | 120 000 000                                                             | RFFSA (federal)                                                         | 2000                                                                    | 80 506 000                                                              | SuperVia (privada)                                                      |                                                                         |                                                                         |
| 1975 | 113 000 000                                                             | RFFSA (federal)                                                         | 2001                                                                    | 80 247 000                                                              | SuperVia (privada)                                                      |                                                                         |                                                                         |
| 1976 | 148 905 000                                                             | RFFSA (federal)                                                         | 2002                                                                    | 87 276 000                                                              | SuperVia (privada)                                                      |                                                                         |                                                                         |
| 1977 | 159 720 000                                                             | RFFSA (federal)                                                         | 2003                                                                    | 100 657 000                                                             | SuperVia (privada)                                                      |                                                                         |                                                                         |
| 1978 | 166 767 000                                                             | RFFSA (federal)                                                         | 2004                                                                    | 95 391 000                                                              | SuperVia (privada)                                                      |                                                                         |                                                                         |
| 1979 | 167 949 000                                                             | RFFSA (federal)                                                         | 2005                                                                    | 97 686 000                                                              | SuperVia (privada)                                                      |                                                                         |                                                                         |
| 1980 | 185 849 000                                                             | RFFSA (federal)                                                         | 2006                                                                    | 105 768 000                                                             | SuperVia (privada)                                                      |                                                                         |                                                                         |
| 1981 | 196 346 000                                                             | RFFSA (federal)                                                         | 2007                                                                    | 118 802 000                                                             | SuperVia (privada)                                                      |                                                                         |                                                                         |
| 1982 | 207 995 000                                                             | RFFSA (federal)                                                         | 2008                                                                    | 128 182 000                                                             | SuperVia (privada)                                                      |                                                                         |                                                                         |
| 1983 | 230 656 000                                                             | RFFSA (federal)                                                         | 2009                                                                    | 126 185 000                                                             | SuperVia (privada)                                                      |                                                                         |                                                                         |
| 1984 | 274 890 000                                                             | CBTU (federal)                                                          | 2010                                                                    | 135 751 000                                                             | SuperVia (privada)                                                      |                                                                         |                                                                         |
| 1985 | 273 998 000                                                             | CBTU (federal)                                                          | 2011                                                                    | 142 292 000                                                             | SuperVia (privada)                                                      |                                                                         |                                                                         |
| 1986 | 229 095 000                                                             | CBTU (federal)                                                          | 2012                                                                    | 143 592 000                                                             | SuperVia (privada)                                                      |                                                                         |                                                                         |
| 1987 | 231 117 000                                                             | CBTU (federal)                                                          | 2013                                                                    | 152 334 000                                                             | SuperVia (privada)                                                      |                                                                         |                                                                         |
| 1988 | 194 306 000                                                             | CBTU (federal)                                                          | 2014                                                                    | 163 856 000                                                             | SuperVia (privada)                                                      |                                                                         |                                                                         |
| 1989 | 182 270 000                                                             | CBTU (federal)                                                          | 2015                                                                    | 177 941 000                                                             | SuperVia (privada)                                                      |                                                                         |                                                                         |
| 1990 | 167 374 000                                                             | CBTU (federal)                                                          | 2016                                                                    | 181 010 000                                                             | SuperVia (privada)                                                      |                                                                         |                                                                         |
| 1991 | 166 028 000                                                             | CBTU (federal)                                                          | 2017                                                                    | 160 663 000                                                             | SuperVia (privada)                                                      |                                                                         |                                                                         |
| 1992 | 143 815 000                                                             | CBTU (federal)                                                          | 2018                                                                    | 162 898 000                                                             | SuperVia (privada)                                                      |                                                                         |                                                                         |
| 1993 | 131 741 000                                                             | CBTU (federal)                                                          | 2019                                                                    | 163 855 000                                                             | SuperVia (privada)                                                      |                                                                         |                                                                         |
| 1994 | 111 991 000                                                             | CBTU (federal)                                                          | 2020                                                                    | 97 959 000                                                              | SuperVia (privada)                                                      |                                                                         |                                                                         |
| 1995 | 98 784 000                                                              | Flumitrens (estadual)                                                   | 2021                                                                    | 89 055 000                                                              | SuperVia (privada)                                                      |                                                                         |                                                                         |
| 1996 | 82 388 000                                                              | Flumitrens (estadual)                                                   | 2022                                                                    | 97 519 000                                                              | SuperVia (privada)                                                      |                                                                         |                                                                         |
| 1997 | 58 210 000                                                              | Flumitrens (estadual)                                                   | 2023                                                                    | 86 699 000                                                              | SuperVia (privada)                                                      |                                                                         |                                                                         |
| 1998 | 47 787 000                                                              | Flumitrens (estadual)                                                   | 2024                                                                    | 85 372 311                                                              | SuperVia (privada)                                                      |                                                                         |                                                                         |
| Notas: a) recorde de passageiros Fontes: - RFFSA 1973-1975, 1976-1985 - CBTU 1984-1985, 1986-1989, 1990-1991, 1992-1994 - Flumitrens 1995-1998 - SuperVia 1998-2023 , 2024 |                                                                         |                                                                         |                                                                         |                                                                         |                                                                         |                                                                         |                                                                         |

| Passageiros transportados por ano entre 1973 e 1998 pelos operadores públicos |
|                                                                               |
| RFFSA: preto; CBTU: verde; Flumitrens: vermelho.                              |

| Passageiros transportados por ano a partir de 1999 pela concessionária privada |
|                                                                                |
| SuperVia: azul.                                                                |

## Viagem

### Tarifas
Metropolitano:
Unitário (2024): R$ 7,10  ou R$ 5,00 com Tarifa Social;
Direito à gratuidade: pessoas com deficiência ou doenças crônicas, idosos acima de 65 anos e estudantes da rede pública de ensino tem direito à gratuidade e não pagam passagem.

#### Integrações
- A integração SuperVia-MetrôRio/Ônibus é realizada com Bilhete Único Carioca ou Bilhete Único Intermunicipal e custa R$ 8,55 (a partir de Fev/2024).[43][46][47][48]

#### Cartões
- Cartão unitário – Válido para uma passagem, deve ser usado em até 15 minutos.[49]
- Cartão pré-pago – Pode ser utilizado até 2 vezes por dia.[49]
- Cartões Fetranspor – RioCard (Vale-Transporte, Vale-Transporte Rápido, Expresso e Bilhete Único).[49]
- Carteiras digitais - Somente cartões Visa, Mastercard e smartphones (sistemas Apple Pay, Samsung Pay e Google Pay) habilitados com a tecnologia contactless. A tecnologia está disponível em 36 estações da SuperVia.[49]

### Horário de operação
O horário de funcionamento vai depender do ramal e estação, entretanto, existem programações especiais em grandes eventos, como os que ocorrem no Engenhão e no Maracanã.
Em caso de interrupção da circulação dos trens, a empresa deverá disponibilizar aos passageiros impactados um "vale-passagem" ou a devolução da tarifa paga.

## Acidentes
- Em 10 de agosto de 2004, um acidente na estação de Japeri, na Baixada Fluminense, deixou pelo menos cinquenta pessoas feridas, devido à colisão de dois trens. Segundo investigações realizadas pela empresa, o trem trafegava a uma velocidade de 70 km/h durante a aproximação da estação, quando o máximo permitido seria de 30 km/h.
- Na noite de 30 de julho de 2007, na ponta da plataforma de Austin, dois trens se chocaram: um estava manobrando na estação. O acidente deixou oito mortos e mais de cem feridos.
- Em 6 de marco de 2009, um tiroteio na Estação Senador Camará parou os trens por duas horas.
- Em 15 de abril de 2009, quatro seguranças da SuperVia foram flagrados agredindo passageiros com socos e chicotadas para que entrassem no trem e não impedissem o fechamento das portas. A empresa demitiu os quatro funcionários, porém, de acordo com a Rede Globo, houve denúncias de que funcionários usavam de força e truculência com frequência, inclusive utilizando barras de ferro como arma. Na verdade, estava ocorrendo uma greve no setor ferroviário que atingia quinhentos mil usuários por dia. Muitos passageiros não respeitavam o direito de greve dos agentes por se sentirem prejudicados, danificando os trens e violando as portas para que estas ficassem abertas, além de promoverem agressões verbais e físicas aos agentes, devido ao stress causado pela precariedade permanente dos trens e pelo comportamento sempre agressivo dos agentes. A greve durou quatro dias, de 13 a 16 de abril. De acordo com o Sindicato dos Trabalhadores em Empresas Ferroviárias da Central do Brasil, 85% da categoria aderiu ao movimento. Segundo a SuperVia, 30% dos cerca de 320 maquinistas aderiram à greve, em favor de melhores condições de segurança para os funcionários e passageiros. Em nota, a SuperVia lamentou "profundamente o transtorno causado à população do estado do Rio de Janeiro". A empresa disse estar "buscando as medidas judiciais cabíveis para a imediata decretação da abusividade da paralisação e a normalidade da operação".
- Em 18 de janeiro de 2010, um trem que seguia de Japeri para a Central do Brasil apresentou problemas na estação de Ricardo de Albuquerque. O maquinista então desceu da cabine de comando para averiguar, quando, sem motivo aparente, o trem começou a andar em disparada, atravessou duas estações em altíssima velocidade, chegando a alcançar 70 km por hora, parando apenas entre Oswaldo Cruz e Madureira, após ter sua alimentação cortada. Percorreu, portanto, dez quilômetros sem maquinista. Eram pouco mais de seis horas da manhã, e o trem estava superlotado. As pessoas então desceram e tiveram de caminhar entre os trilhos até a estação de Madureira. Não houve mortos, mas várias pessoas sofreram ferimentos leves. A investigação policial concluiu que o trem foi sabotado por alguém que tem conhecimento técnico sobre trens, no entanto não foi identificado quem teria feito a sabotagem.
- Em 16 de abril de 2010, um trem que seguia de Santa Cruz para a Central do Brasil descarrilou nas mediações da estação Deodoro. Três vagões descarrilaram. Um deles só não tombou porque ficou escorado em um poste. Os passageiros que estavam no vagão reportaram que a viagem apresentou anormalidades desde sua saída em Santa Cruz: o maquinista estava com voz enrolada, como se estivesse sonolento. A última vez antes do acidente em que ele anunciou a estação fora em Campo Grande, quando foram abertas as portas do lado contrário da plataforma. O trem também não parara nas estações Realengo e Vila Militar, seguindo viagem em alta velocidade até descarrilar na curva próxima à estação Deodoro. Ficaram feridas 61 pessoas e, na confusão do acidente, houve saques e roubos. A SuperVia alegou não saber os motivos deste acidente.
- Em 25 de setembro de 2012, um trem que seguia de Japeri para a Central do Brasil descarrilou quando entrava na plataforma da Estação Madureira. O último vagão descarrilou, danificando três pilares que sustentam a estação, além da plataforma. Pelo menos dezesseis pessoas ficaram feridas sem gravidade, e não houve vitimas fatais.[55]
- Em 22 de janeiro de 2014, o trem que seguia da Central do Brasil em direção a Saracuruna descarrilou na altura da estação de São Cristóvão, por volta das 5h45, atingindo a sustentação da rede elétrica, o que paralisou todo o sistema de trens metropolitanos por aproximadamente 13 horas. Nesse incidente não houve feridos, apenas transtornos para os usuários, que foram obrigados a desembarcar na estação de Triagem e Engenho de Dentro.
- Em 5 de janeiro de 2015, por volta das oito da noite, houve um grave acidente na estação de Presidente Juscelino, na Baixada Fluminense. Um trem que seguia para Japeri, chocou-se a outro que estava parado na estação. A batida deixou mais de 100 feridos, porém sem vitimas fatais. O acidente vem sendo investigado pela perícia.
- No dia 27 de Fevereiro de 2019, por volta de 06h20 da manhã, houve um acidente gravíssimo com dois trens na plataforma da estação de São Cristóvão, na Zona Norte do Rio de Janeiro. Um trem de passageiros colidiu na traseira de uma composição estacionada, aparentemente vazia e fora de serviço, no ramal de Deodoro. A batida deixou 9 feridos, incluindo o maquinista que ficou preso entre as ferragens. O resgate do maquinista só foi concluído após 7 horas, mas o quadro do funcionário se agravou. Os bombeiros ainda tentaram por 40 minutos reanimá-lo, mas não obtiveram sucesso e ele infelizmente veio a óbito. A Agetransp abriu uma investigação para apurar as causas do acidente.[56][57] Informações preliminares indicam que havia uma curva antes do acesso à plataforma, o que aparentemente seria um fator que prejudicaria a visão da plataforma ocupada pelo maquinista. O relatório final da agência reguladora indica que "fatores operacionais e humanos contribuíram para que o acidente ocorresse", e a SuperVia foi multada em R$ 1,6 milhão.[58][59]
- No dia 28 de março de 2019, uma composição descarrilou e bateu contra um poste que distribuía energia para os demais trens na estação Saracuruna, afetando a circulação de todos os trens do Ramal Saracuruna.
- No dia 15 de março de 2022, por volta das 13:00 horas, uma composição do ramal Santa Cruz descarrilou na estação Central do Brasil, fazendo com que o último vagão invadisse parte da plataforma. O incidente segue sob investigação.[60]

## Na cultura popular
- O filme Central do Brasil, de Walter Salles (1998) foi gravado na estação do mesmo nome da SuperVia
- A estação de Madureira aparece no filme Boca de Ouro de Nelson Pereira dos Santos (1963). [61]
- A estação de Madureira aparece na novela Pão-Pão, Beijo-Beijo de Gonzaga Blota, Henrique Martins e Atílio Riccó (1983) [62]